# Adolfo López Mateos, San Luis Potosí
Adolfo López Mateos är en ort i Mexiko.   Den ligger i kommunen Ciudad Valles och delstaten San Luis Potosí, i den centrala delen av landet, 270 km norr om huvudstaden Mexico City. Adolfo López Mateos ligger 88 meter över havet och antalet invånare är 205.
Terrängen runt Adolfo López Mateos är huvudsakligen platt, men norrut är den kuperad. Runt Adolfo López Mateos är det ganska tätbefolkat, med 72 invånare per kvadratkilometer. Närmaste större samhälle är Ciudad Valles, 16,0 km nordväst om Adolfo López Mateos. Omgivningarna runt Adolfo López Mateos är en mosaik av jordbruksmark och naturlig växtlighet.